# Helen-Ann Hartley
Helen-Ann Macleod Hartley (nascida em 28 de maio de 1973) é uma clériga anglicana britânica. Desde 2023, ela serve como 13º Bispo de Newcastle na Igreja da Inglaterra. Anteriormente, serviu como Bispa de Waikato na Nova Zelândia de 2014 a 2017, e Bispo da área de Ripon na Diocese de Leeds de 2018 a 2023. Ela foi a primeira mulher treinada como padre na Igreja da Inglaterra a ingressar no episcopado e a terceira mulher a se tornar bispo na Igreja Anglicana em Aotearoa, Nova Zelândia e Polinésia.

## Infância e educação
Hartley nasceu Helen-Ann Francis em 28 de maio de 1973 em Edimburgo, Escócia. Ela foi batizada presbiteriana em Coldingham Priory, Coldingham, Berwickshire, onde seu pai era ministro. Ela passou a infância em Sunderland, Inglaterra. Seu pai era um ministro da Igreja da Escócia, mas a família mudou-se para o anglicanismo na década de 1980. Em 1987, seu pai se tornou um padre da Igreja da Inglaterra e serviu na Diocese de Durham; ele foi posteriormente feito um cônego honorário da Catedral de Durham; e a mãe de Helen-Ann também se tornou padre mais tarde. Francis foi educada em Sunderland na Benedict Biscop Primary School (uma escola primária da Igreja da Inglaterra) e na St Anthony's Secondary School (uma escola secundária católica romana só para meninas) antes de frequentar a universidade.
Ela frequentou diversas universidades onde estudou teologia. Formou-se na Universidade de St. Andrews com o título de Mestre em Teologia (MTheol) em 1995 e no Seminário Teológico de Princeton (PTS) com o título de Mestre em Teologia (MTh) em 1996. Mais tarde, ela estudou no Worcester College, Oxford, e se formou na Universidade de Oxford com um Diploma de Pós-Graduação (PGDip) em teologia aplicada, um Mestrado em Filosofia (MPhil) em 2000 e um Doutorado em Filosofia (DPhil) em 2005. Sua tese de doutorado tratava da representação do trabalho manual no judaísmo e no cristianismo primitivo.

## Ministério ordenado
Hartley é uma clériga de quarta geração. Ela foi acólita na Catedral de Durham durante sua juventude. Ela frequentou o Curso de Ministério de Oxford no Ripon College Cuddesdon para passar pela formação ministerial.
Hartley foi ordenada na Igreja da Inglaterra: feita diácono na festa de São Miguel de 2005 (24 de setembro), por Richard Harries, bispo de Oxford, na Catedral da Igreja de Cristo, Oxford, e ordenada sacerdote na festa de São Miguel seguinte (24 de setembro de 2006), por Colin Fletcher, bispo de Dorchester, na Abadia de Dorchester. Ela então começou seu ministério como cura em um grupo de paróquias em Wheatley, Oxfordshire. Em 2007, ela se tornou cura na Igreja de Santa Maria e São Nicolau, Littlemore. Além de servir como cura, ela trabalhou como palestrante em estudos do Novo Testamento no Ripon College Cuddesdon. Mais tarde, se tornou a Diretora de Estudos Bíblicos da faculdade teológica.
Em novembro de 2011, Hartley foi selecionada para se tornar Reitora de Tikanga Pakeha, ou seja, alunos de herança europeia no St John's College, Auckland, na Nova Zelândia. A faculdade é co-representada por três reitores que representam os três principais povos da Nova Zelândia: Pakeha, Maori e Polinésios. Ela foi originalmente para o St John's College em 2010 para pesquisar para um livro, Making Sense of the Bible, antes de se mudar para a Nova Zelândia para assumir a nomeação de Reitora no início de 2012.

## Ministério episcopal

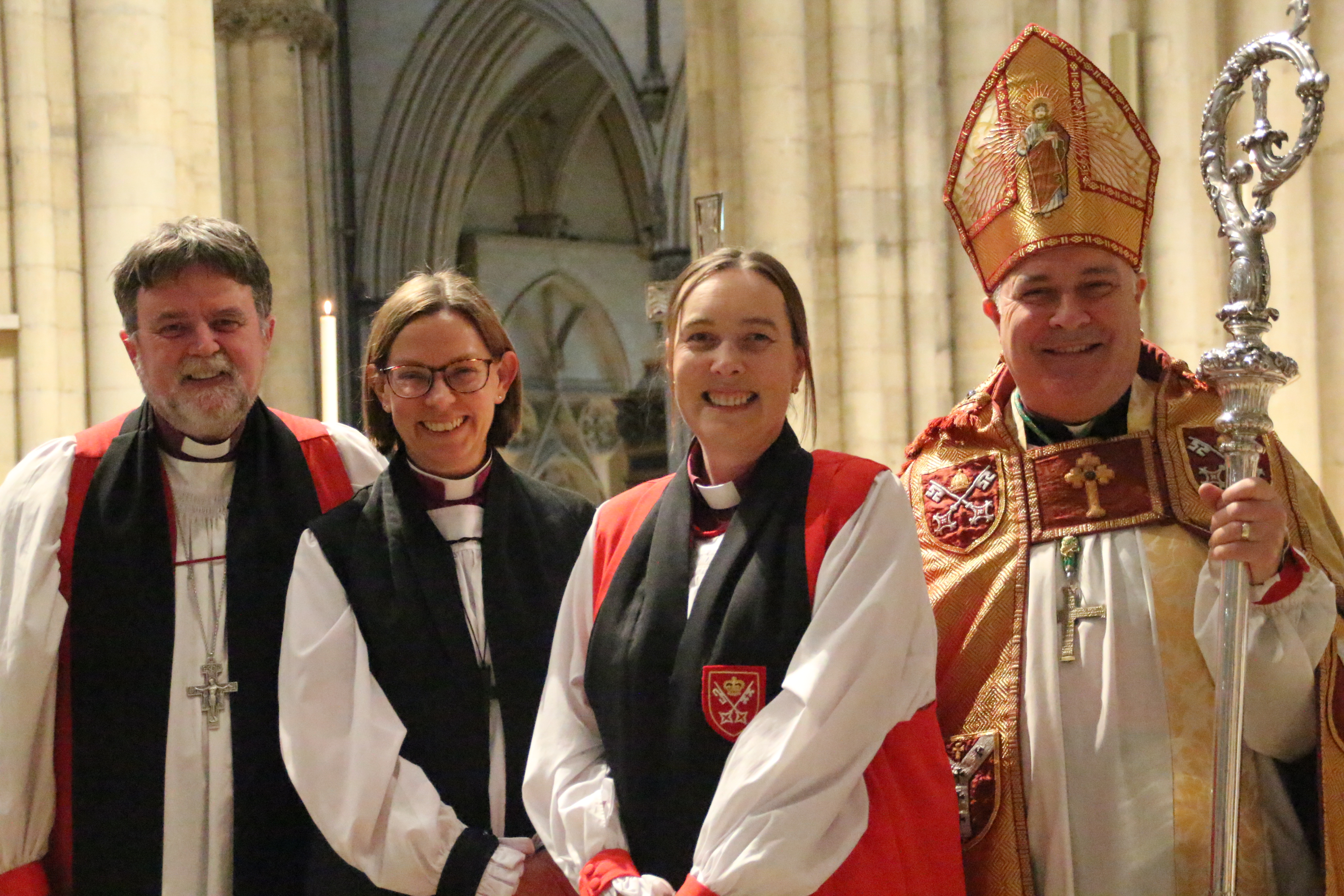
Da esquerda para a direita: Philip Richardson, Arcebispo da Nova Zelândia; Helen-Ann Hartley; Eleanor Sanderson, Bispa de Hull; Stephen Cottrell, Arcebispo de Iorque

Em setembro de 2013, aos 40 anos, Hartley foi eleito para se tornar o sétimo bispo de Waikato na Igreja Anglicana em Aotearoa, Nova Zelândia e Polinésia. Ela foi consagrada em 22 de fevereiro de 2014, por Philip Richardson, arcebispo da Nova Zelândia (com os co-primatas Brown Turei, Te Pīhopa o Aotearoa e Winston Halapua, bispo da Polinésia e outros bispos) na Catedral de São Pedro, Hamilton. Ela foi a primeira mulher que treinou e serviu como padre na Igreja da Inglaterra a se tornar bispo: na época de sua eleição, as mulheres não podiam ser consagradas ao episcopado da Igreja da Inglaterra. A Diocese de Waikato e Taranaki é única dentro da Comunhão Anglicana, pois é liderada por bispos co-diocesanos: Hartley e Philip Richardson, como Bispo de Taranaki, tinham a supervisão conjunta de toda a diocese.
Em 9 de novembro de 2017, foi anunciado que Hartley se tornaria o Bispo de Ripon, um bispo de área na Diocese da Igreja da Inglaterra de Leeds. Ela foi devidamente investida (ou seja, legalmente assumiu a Sé de Ripon) e instalada na Catedral de Ripon em 4 de fevereiro de 2018. Ela foi a bispo mais jovem da Igreja da Inglaterra.
Em outubro de 2022, foi anunciado que Hartley assumiria o cargo de Bispo de Newcastle no início de 2023, sucedendo Christine Hardman, que se aposentou em novembro de 2021. Em 28 de novembro de 2022, ela foi eleita pelo Colégio de Cônegos da Catedral de Newcastle. A confirmação de sua eleição — pela qual ela legalmente assumiu a Sé de Newcastle — ocorreu em 3 de fevereiro de 2023 na Catedral de Iorque. Em 22 de abril de 2023, o serviço de inauguração foi realizado na Catedral de Newcastle. Ela se tornou a mais jovem bispa diocesana da Igreja da Inglaterra.
Hartley foi admitida na Câmara dos Lordes como Lorde Espiritual em 21 de setembro de 2023. Ela foi apresentada à Câmara em 26 de outubro de 2023, e fez seu discurso inaugural em 14 de novembro de 2023 durante um debate do Discurso do Rei.
Em novembro de 2023, Hartley se tornou uma das bispas co-líderes do processo Viver no Amor e na Fé (LLF), envolvendo a introdução de "Orações de Amor e Fé" junto com Martyn Snow, bispo de Leicester. Hartley deixou esse cargo em fevereiro de 2024 após o que ela chamou de "sérias preocupações" sobre a nomeação por 6 meses do reverendo Dr. Thomas Woolford como conselheiro teológico interino da Câmara dos Bispos; ela disse que a nomeação de Woolford estava tendo "um impacto criticamente negativo no trabalho que o bispo Martyn e [ela] estavam buscando, de boa fé, fazer" e que ser bispa co-líder do processo LLF estava "agora minando [sua] capacidade de cumprir meu chamado principal, de liderar e cuidar das pessoas e lugares da diocese de Newcastle". Woolford escreveu em 2019 um artigo para a organização conservadora Church Society, no qual criticava o potencial do processo da LLF para levar à bênção de uniões entre pessoas do mesmo sexo, com o referido artigo começando a circular nas redes sociais após sua nomeação como conselheiro teológico interino. Ele havia pedido que o artigo fosse retirado.
Em maio de 2023, Hartley suspendeu a permissão do bispo assistente honorário Lord Sentamu para oficiar na Diocese de Newcastle porque sua declaração sobre uma revisão que concluiu que ele não havia agido em uma divulgação de abuso quando era Arcebispo de York era "inconsistente com o tom e a cultura que espero em torno da proteção em Newcastle".
Em novembro de 2024, Hartley alegou ter "experimentado como linguagem coercitiva" o texto dos Arcebispos Justin Welby e Stephen Cottrell, em uma carta solicitando que ela restabelecesse a permissão de Lord Sentamu para oficiar. Hartley criticou a carta por refletir uma falta de consciência da dinâmica de poder dentro da Igreja. A carta foi enviada em 31 de outubro de 2024, pouco antes da publicação da revisão de Makin, que destacou problemas contínuos na abordagem da Igreja à salvaguarda. Hartley disse que a publicação da carta era essencial para expor esses problemas sistêmicos.
Após a publicação da revisão de Makin, ela foi a única bispa a pedir publicamente a renúncia de Welby como Arcebispo de Canterbury. De forma semelhante, ela tem pedido a renúncia de Cottrell, diante de sua omissão na condução de outro caso de abuso clerical; ela afirma que isso minou a credibilidade do arcebispo para liderar a Igreja e que ele era a "pessoa errada" para trazer a reforma tão necessária.
No Church Times, Andrew Brown escreveu que "nunca tinha visto uma campanha mais aberta para o cargo de Arcebispo de Canterbury do que a da Bispa de Newcastle, Dra. Helen-Ann Hartley", descrevendo uma longa entrevista que ela deu ao The Times promovendo a si mesma. Ele escreveu: "[S]e a Dra. Hartley fosse uma treinadora de futebol, diríamos que ela perdeu o vestiário." Escrevendo no The Independent, Peter Stanford também pareceu vê-la como uma provável candidata para o cargo, dizendo: "Se alguém ainda pode salvar a Igreja da Inglaterra e preencher esse vazio na liderança, certamente é ela." O Yorkshire Post também a apontou como uma dos possíveis sucessores de Welby; em entrevista, ela afirmou: "Eu pessoalmente ficaria surpresa se o próximo Arcebispo de Canterbury fosse uma mulher".

## Vida pessoal
Em 2003, Helen-Ann Francis casou-se com Myles Hartley, um músico e organista de igreja. Myles concluiu seus estudos de doutorado em Música na Universidade de York.
Após a queda da árvore Sycamore Gap, Hartley disse que passou alguns dias correndo ao redor da Muralha de Adriano pouco antes de se tornar bispo de Newcastle em 2023. Hartley foi nomeada presidente da Coalizão Rural em 2025, substituindo o primeiro presidente, Alan Smith, bispo de St Albans.
Desde 2023, ela é membro do tribunal da Universidade de Newcastle.

## Obras
- Making Sense of the Bible: Atonement and Redemption, 2011, ISBN 978-0-281-06405-2
- Thinking About the Bible, 2015, ISBN 978-1-5064-0101-0
- We worked night and day that we might not burden any of you (1 Thessalonians 2:9) (DPhil), Oxford University, 2005